# Babybertè Live 2007
Babyberté Live 2007 è un album live contenente brani musicali di Loredana Bertè, pubblicato il 2 marzo 2007 dalla casa discografica NAR International.
È il terzo album live della Bertè, pubblicato sulla scia del successo dell'album Babybertè, e contiene l'inedito L'araba fenice, scartato dalle selezioni per il Festival di Sanremo 2007.
Il brano E non finisce mica il cielo è interpretato da Aida Cooper.
Inizialmente è stato pubblicato esclusivamente su CD, ma il 12 marzo 2007 ne è uscita una edizione a tiratura limitata in vinile a 33 giri.

## Tracce
CD 1
1. L'araba fenice - 3:22 (inedito in studio)
2. La tigre e il cantautore - 4:36
3. Amici non ne ho - 3:57
4. Rap di fine secolo - 4:51
5. Il mare d'inverno - 4:22
6. Non mi pento - 3:35
7. I ragazzi italiani - 5:11
8. Jazz - 3:41
9. Così ti scrivo - 5:52
10. Da queste parti stanotte - 4:29
11. Viva la Svezia - 2:53

CD 2
1. Luna - 6:17
2. Mufida - 4:24
3. Strade di fuoco - 4:28
4. Ragazzo mio - 3:52
5. Dedicato - 3:44
6. J'adore Venice - 3:02
7. In alto mare - 3:22
8. E non finisce mica il cielo - 4:20
9. Fiume Sand Creek - 4:51
10. Per i tuoi occhi - 4:02
11. Coccodrilli bianchi - 8:49
12. Banda clandestina - 4:44

## Crediti
- Loredana Bertè: produzione, arrangiamenti
- Claudio Giussani (Nautilius): mastering

## Classifiche
| Classifica | Posizione massima |
| ---------- | ----------------- |
| Italia     | 29                |